# پینسوانگ
پینسوانگ (به آلمانی: Pinswang) یک منطقهٔ مسکونی در اتریش است که در ناحیه رویت واقع شده‌است. پینسوانگ ۹٫۴۷ کیلومتر مربع مساحت دارد ۸۲۴ متر بالاتر از سطح دریا واقع شده‌است.